# ساندرو رودريغيز
ساندرو رودريغيز (بالإسبانية: Sandro Rodríguez)‏ هو لاعب كرة قدم إسباني، ولد في 26 مايو 1990 في سانتا كروث دي تينيريفه في إسبانيا. لعب مع نادي تينيريفي.

## وصلات خارجية
- ساندرو رودريغيز على موقع قاعدة بيانات كرة القدم.إي يو (الإنجليزية)
- ساندرو رودريغيز على موقع Soccerway.com (الإنجليزية)